# 3258 Somnium
3258 Somnium је астероид главног астероидног појаса са средњом удаљеношћу од Сунца која износи 2,206 астрономских јединица (АЈ).
Апсолутна магнитуда астероида је 13,4.